# Brannigan, Begin Again
«Brannigan Begin Again» (укр. «Бренніґане, почни спочатку») — друга серія другого сезону анімаційного серіалу «Футурама», що вийшла в ефір у Північній Америці 28 листопада 1999 року.

Автор сценарію: Льюїс Мортон.

Режисер: Джеффрі Лінч.

## Сюжет
Команда «Міжпланетного експресу» прибуває до нової штаб-квартири  Демократичного утворення планет (ДУПА) на орбіту Нейтральної Планети, доставивши велетенські ножиці для церемонії відкриття. Запп Бренніґан заарештовує їх, запідозривши у замаху на вбивство, а слідом за цим, намагаючись хвацько розрізати церемоніальну стрічку надпотужним лазером зі свого корабля, знищує всю космічну станцію.
У колишній штаб-квартирі ДУПА відбувається суд над Заппом. Його звільняють зі служби у ДУПА разом із Кіфом, на якого він намагався перекласти відповідальність за вибух. Безробітні Запп і Кіф тиняються вулицями, старцюють і підробляють чоловічою проституцією. Зрештою обидвоє приходять до дверей «Міжпланетного експреса». Ліла намагається виставити їх, але професор Фарнсворт вирішує взяти Заппа на роботу, оскільки це може позитивно вплинути на імідж компанії.
Нова розширена команда вирушає із завданням доставити вантаж подушок у готель на планеті з підвищеної силою тяжіння Стумбос 4. Не зважаючи на наказ Ліли доставляти подушки по одній, Фрай, Бендер і Запп вирішують відвезти їх гуртом, але під їхньою збільшеною від високої гравітації вагою ламається візок. Щоби покарати команду, Ліла наказує тягнути подушки руками, що викликає бурю невдоволення.
Фрай, Бендер і Запп вчиняють заколот проти Ліли, ув'язнюють її у пральні (яку принагідно перейменовують на «карцер») і проголошують Бренніґана новим капітаном. Плекаючи мрію про помсту ДУПА, Запп вирішує атакувати Нейтральну Планету. Проте щойно Фрай і Бендер з'ясовують, що виконання цієї місії коштуватиме їм життя, вони звільняють Лілу і знов проголошують її капітаном. Бренніґан тікає з корабля у скафандрі, тягнучи із собою Кіфа, який пручається (він волів би залишитися з Лілою, яка, на відміну від Заппа, завжди слухає його).
Серія завершується другим судовим засіданням, на якому Ліла розповідає про геройську поведінку Бренніґана, яка допомогла відвернути безглузду атаку на Нейтральну Планету. Заппа і Кіфа відновлюють на службі у ДУПА, а Лілі вдається здихатися їх, хоча й ціною власної ганьби.

## Послідовність дії
Серед присяжних на суді над Заппом Бренніґаном можна бачити персонажів, які з'являються в інших серіях «Футурами»: Слизька́ з «Fry and the Slurm Factory», жінку-амазонку з «Amazon Women in the Mood», нептуніанця, комахо́їда, робота-старійшину з «Fear of a Bot Planet», і трисоліанця Ґорґака з «My Three Suns». Крім того, серед публіки в залі добре помітний  Зелена Желатинова Драгля. Серед фігур на тривимірній шаховій дошці, за якою сидять Бендер і Фрай на початку серії, є декаподіанець, правитель планети Омікрон Персей VIII Лррр і трисоліанець. Голова ДУПА Ґлеб належить до тієї ж раси, що й Кіф Кумкало (амфібіосців).

## Визнання
У 2006 році на сайті «IGN» цій серії було присуджено п'яте місце у списку найкращих 25-ти серій «Футурами». Особливо було відзначено вдалу пародію на фільм «Опівнічний ковбой»  [Архівовано 17 лютого 2012 у WebCite].

## Пародії, алюзії, цікаві факти
- Назва серії походить з часто повторюваної фрази в романі Джеймса Джойса «Поминки за Фіннеґаном»: «Фіннеґане, почни спочатку».
- Гра, в яку грають Фрай і Бендер на початку серії, схожа на гру «деджарік» з «Зоряних воєн».
- Гермес порівнює ДУПА з ООН і з Федерацією планет із серіалу «Зоряний Шлях».
- Гасло Нейтральної Планети — «Живи вільним або ні» — є парафразом гасла штату Нью-Гемпшир «Живи вільним або помри».
- Сцена, в якій Запп Бренніґан намагається заробляти на життя як жиголо, запозичена з фільму «Опівнічний ковбой». Жінка в авто, яка обирає партнером Кіфа, — це Хетті Макдуґал, господарка квартири Фрая і Бендера з серії «I, Roommate».

## Особливості українського перекладу
- Не зважаючи на те, що слово «ДУПА» є абревіатурою, всі персонажі у мовленні відміняють його так само, як іменник «дупа».
- У цій серії Гіперпівень розмовляє з горловим звуком [р]. У подальших серіях він не має такого акценту.
- Також прізвище Кіфа звучить як «Крокер» (транслітерація оригінального написання).